# Rallycross

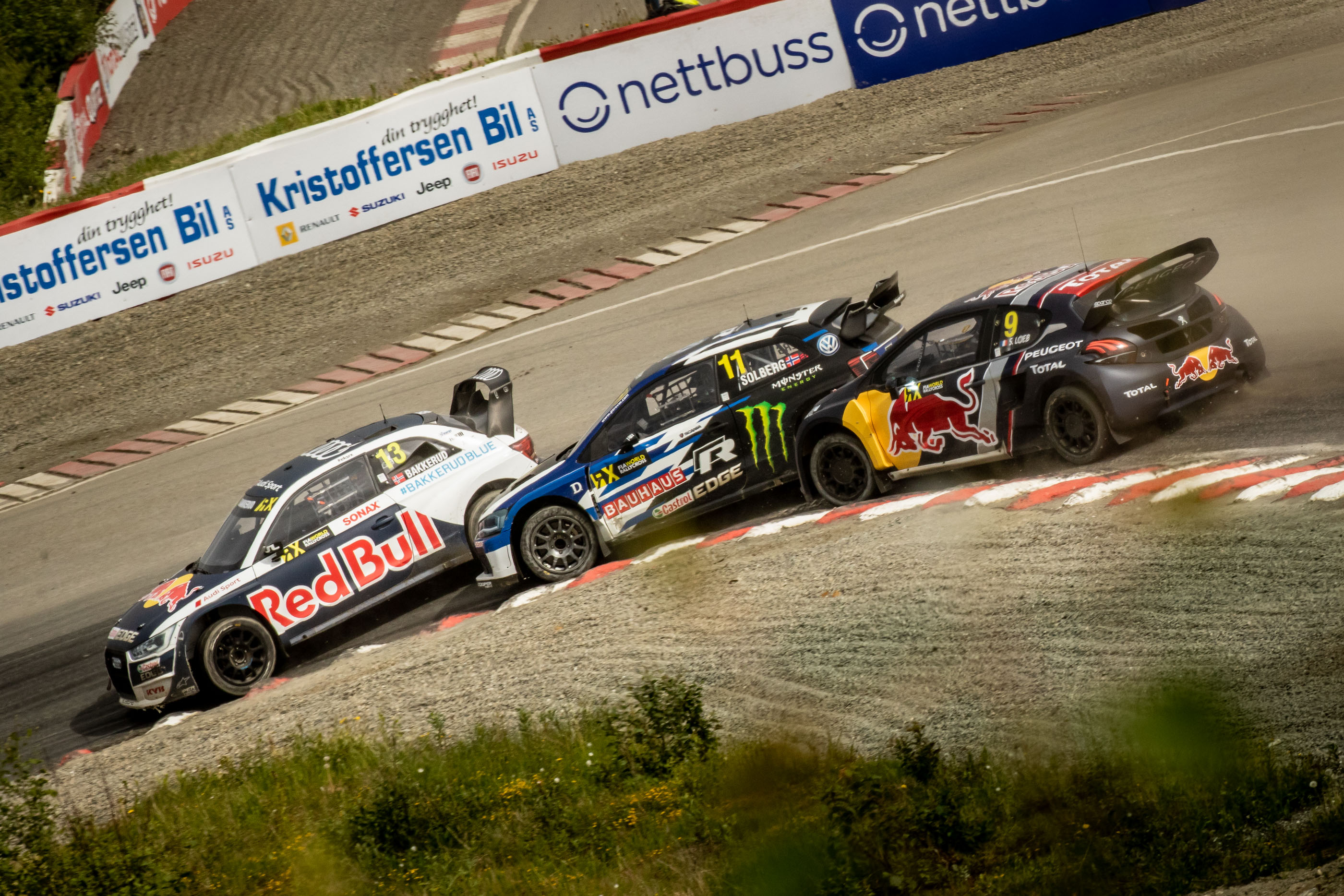
Rallycross

Rallycross – rodzaj wyścigów samochodowych rozgrywanych na zamkniętym torze (przeważnie o długości do 1 km), o nawierzchni częściowo asfaltowej, a częściowo szutrowej. W biegu startuje jednocześnie kilku zawodników. Sport ten cieszy się popularnością głównie w Stanach Zjednoczonych, Szwecji, Norwegii, Holandii, Austrii, Francji i Wielkiej Brytanii.

## Historia
Rallycross został zapoczątkowany w Wielkiej Brytanii. Pierwszy wyścig rallycrossowy rozegrano 4 lutego 1967 roku na Angielskim torze Lydden Circuit.

## Format
Mistrzostwa składają się z dwudniowych imprez prowadzonych na torach o mieszanej powierzchni (głównie asfaltu i szutru). Każde wydarzenie składa się z:
- 4 serii biegów eliminacyjnych (Heat)
- 2 półfinały
- finał

Dwie serie biegów rozgrywane są jednego dnia, a drugiego dnia kolejne dwie serie, półfinały i finał. W każdym biegu startuje od 4 do 6 zawodników. Ich dystans wynosi 4 okrążenia. Po każdej serii ustalana jest klasyfikacja (niezależnie dla każdej serii) na podstawie czasów uzyskanych przez kierowców w swoich biegach (liczy się tu czas całego biegu, a nie pojedynczego okrążenia). Kierowcom przyznawane są punkty za pozycję w każdej serii według punktacji 50-45-42-40-39-38-37-.... Punkty te nie są przyznawane do klasyfikacji generalnej, a służą jedynie ustaleniu kolejności po czterech seriach biegów. 16 najwyżej sklasyfikowanych kierowców otrzymuje punkty według systemu:
| Pozycja | 1  | 2  | 3  | 4  | 5  | 6  | 7  | 8 | 9 | 10 | 11 | 12 | 13 | 14 | 15 | 16 |
| Punkty  | 16 | 15 | 14 | 13 | 12 | 11 | 10 | 9 | 8 | 7  | 6  | 5  | 4  | 3  | 2  | 1  |
| ------- | -- | -- | -- | -- | -- | -- | -- | - | - | -- | -- | -- | -- | -- | -- | -- |

Dwunastu najwyżej sklasyfikowanych zawodników awansuje do półfinałów. Każdy półfinał rozgrywany jest na dystansie 6 okrążeń. Za pozycje w półfinale przyznawane są punkty według klucza:
| Pozycja | 1 | 2 | 3 | 4 | 5 | 6 |
| Punkty  | 6 | 5 | 4 | 3 | 2 | 1 |
| ------- | - | - | - | - | - | - |

Trójka najlepszych zawodników z każdego półfinału awansuje do finału, który również rozgrywany jest na dystansie 6 okrążeń. Zwycięzca finału zostaje zwycięzcą rundy, nawet jeśli inny zawodnik zdobył w trakcie weekendu więcej punktów od niego. W Finale obowiązuje punktacja:
| Pozycja | 1 | 2 | 3 | 4 | 5 | 6 |
| Punkty  | 8 | 5 | 4 | 3 | 2 | 1 |
| ------- | - | - | - | - | - | - |

Warunkiem koniecznym do startu w wyścigach samochodowych jest posiadanie licencji kierowcy wyścigowego stopnia C.

### Joker Lap
Na każdym torze znajduje się tzw. Joker Lap – alternatywny fragment toru. W każdym wyścigu zawodnik musi pojechać raz alternatywną trasą. Jego decyzją jest, kiedy to uczyni. Przejazd przez Joker Lap to ważny element taktyki i często pozwala awansować kierowcy, który utknął za wolniejszym rywalem.